# Vareslaid
Vareslaid är en ö i Moonsund utanför Dagö i västra Estland. Den ligger i Pühalepa kommun i Hiiumaa (Dagö), 120 km sydväst om huvudstaden Tallinn. Arean är 0,28 kvadratkilometer.
Terrängen på Vareslaid är mycket platt. Öns högsta punkt är 5 meter över havet. Den sträcker sig 0,6 kilometer i nord-sydlig riktning, och 0,7 kilometer i öst-västlig riktning. Vareslaid ingår i en liten ögrupp som ligger i havsomårdet Moonsund (estniska: Väinameri) mellan Dagö i norr och Moon i söder. Nordväst om ön ligger Saarnaki laid och Hanikatsi laid och i sydöst ligger Kõverlaid, Ahelaid och Kõrgelaid.